# Rodrigo Rivero
Rodrigo Rivero Fernández (Colonia del Sacramento, 27 dicembre 1995) è un calciatore uruguaiano, centrocampista dei Montevideo Wanderers.

## Caratteristiche tecniche
È un esterno sinistro.

## Carriera

### Club
Cresciuto nel settore giovanile dei Montevideo Wanderers, ha esordito in prima squadra il 7 giugno 2015 in occasione del match di campionato perso 2-1 contro il Sud América.

## Palmarès

### Competizioni nazionali
- Copa Paraguay: 1

Libertad: 2019
- Supercopa Uruguaya: 1

Liverpool (M): 2023
- Campionato uruguaiano: 1

Liverpool (M): 2023